# Tirios y troyanos
Tirios y troyanos es un tópico literario que se refiere a dos enemigos o adversarios irreconciliables. La forma más habitual de su uso es para denotar algo que es aceptado o elogiado por personas o grupos de ideas muy diferentes.
En Don Quijote de la Mancha, Cervantes usa la expresión «Callaron todos, tirios y troyanos» al inicio del capítulo XXVI de la segunda parte de la obra, en clara alusión al inicio del libro II de la Eneida. De ello se ha deducido que el autor conocía la Eneida a través de la traducción realizada por Gregorio Hernández de Velasco, que se permitió la licencia de hacer un agregado a las palabras exactas de Virgilio, ya que este daba inicio a ese libro únicamente con la frase Conticuere omnes («callaron todos»).
En los primeros libros de la Eneida el relato se desarrolla en torno a la llegada de los troyanos dirigidos por Eneas, que habían escapado del saqueo de Troya, a Cartago, donde reinaba Dido, que los recibe de forma hospitalaria. En este relato los habitantes de Cartago son denominados «tirios» puesto que su origen estaba en la ciudad fenicia de Tiro. Pese a ello, en esta obra no se usaba exactamente la expresión tirios y troyanos, pero sí algunas parecidas, como cuando en el libro I se dice: 

Ingeminant plausu Tyrii, Troesque sequuntur
Redoblan sus aplausos los tirios y les siguen los troyanos.
Eneida I,747.

Al principio tuvo lugar una excelente acogida que los tirios dispensaron a los troyanos. La reina Dido se enamoró de Eneas, y planearon la construcción de una gran ciudad que compartirían los tirios y los troyanos, pero los acontecimientos dieron un giro puesto que los dioses recordaron a Eneas que su destino decretaba que los huidos de Troya debían fundar Roma, así que los troyanos planearon en secreto partir de Cartago con sus naves. Cuando Dido se enteró, antes de suicidarse lanzó una maldición suplicando a los tirios venganza contra los troyanos y sus descendientes.